# Nicky Romero
Nick Rotteveel van Gotum (n. 6 ianuarie 1989, Amerongen, Utrecht, Țările de Jos), cunoscut după numele de scenă Nicky Romero, este un DJ și producător muzical neerlandez. Are la activ colaborări cu Tiësto, Fedde Le Grand, Sander van Doorn, David Guetta, Calvin Harris, Avicii și Hardwell. În prezent este pe poziția #8 în „ Top 100 DJs” al DJ Magazine.

## Discografia

### Single-uri
| Anul | Titlul                            | Poziția | Poziția | Poziția  | Poziția  | Poziția | Poziția | Poziția | Poziția | Album             |
| Anul | Titlul                            | NLD     | AUS     | BEL (FL) | BEL (WA) | IRE     | SCO     | SWE     | UK      | Album             |
| ---- | --------------------------------- | ------- | ------- | -------- | -------- | ------- | ------- | ------- | ------- | ----------------- |
| 2012 | "Toulouse"                        | 92      | —       | —        | —        | —       | —       | —       | —       | Non-album singles |
| 2012 | "Like Home" (with NERVO)          | 81      | —       | 126      | 76       | 53      | 16      | 37      | 33      | Non-album singles |
| 2012 | "I Could Be the One" (vs. Avicii) | 15      | 4       | 8        | 9        | 3       | 1       | 3       | 1       | Non-album singles |
| 2013 | "Legacy" (vs. Krewella)           | —       | 44      | —        | —        | —       | —       | —       | —       | Non-album singles |
| 2014 | "Feet on the Ground" (with Anouk) | 80      | —       | —        | —        | —       | —       | —       | —       | TBA               |

## Legături externe
- Sit web oficial